# عدوى فيروس نيباه
عدوى فيروس نيباه (بالإنجليزية: Nipah virus infection)‏؛ عدوى فيروسية يسببها فيروس نيباه. تختلف أعراض الإصابة من لا شيء إلى الحمى والسعال والصداع وضيق التنفس والارتباك. قد يتفاقم هذا في غيبوبة خلال يوم أو يومين. يمكن أن تشمل المضاعفات التهاب الدماغ والنوبات بعد الشفاء.
فيروس نيباه هو نوع من فيروس RNA في جنس هينيبافايروس  ويمكن أن ينتشر بين الناس ومن الحيوانات الأخرى إلى الناس. يتطلب الانتشار عادة الاتصال المباشر مع مصدر مصاب. الفيروس عادة ما يدور بين أنواع معينة من خفافيش الفاكهة. يعتمد التشخيص على الأعراض ويتأكد من خلال الاختبارات المعملية.
تتضمن الإدارة على الرعاية الداعمة؛  اعتبارًا من عام 2020 لا يوجد لقاح ولا علاج محدد.  تشمل التدابير الوقاية تجنب التعرض للخفافيش والخنازير المريضة ، وعدم شرب عصير النخيل التمور الخام .
تتضمن الإدارة رعاية داعمة. اعتبارا من عام 2018 لا يوجد لقاح أو علاج محدد. الوقاية من خلال تجنب التعرض للخفافيش والخنازير المريضة وعدم شرب نخيل التمور الخام. اعتبارًا من مايو 2018، تشير التقديرات إلى حدوث 700 حالة بشرية من فيروس نيباه، وتوفي 50 إلى 75 بالمائة من المصابين بالفيروس. في مايو 2018، أدى تفشي المرض إلى وفاة 18 شخصًا على الأقل في ولاية كيرالا الهندية.
تم تحديد المرض لأول مرة في عام 1998 خلال تفشي المرض في ماليزيا في حين تم عزل الفيروس في عام 1999. سميت بعد قرية في ماليزيا، سنقاي نيباه. قد تصاب الخنازير أيضًا تم قتل الملايين منها في عام 1999 لوقف انتشار المرض.

## العلامات والأعراض
تبدأ الأعراض بالظهور خلال 3-14 يومًا بعد التعرض. الأعراض الأولية هي الحمى والصداع والنعاس يليه الارتباك العقلي. هذه الأعراض يمكن أن تتطور إلى غيبوبة بالسرعة نفسها في 24 - 48 ساعة. التهاب الدماغ، وهو حالة معقدة وقاتلة محتملة لعدوى فيروس نيباه. يمكن أن يكون هناك أمراض تنفسية موجودة أيضًا في الجزء المبكر من المرض. وقد ثبت أن المرضى الذين يعانون من مشاكل في التنفس والذين يعانون من صعوبة في التنفس هم أكثر عرضة من أولئك الذين لا يعانون من أمراض تنفسية لنقل الفيروس. ويشتبه في أعراض المرض في الأفراد في سياق تفشي الوباء.

## المخاطر

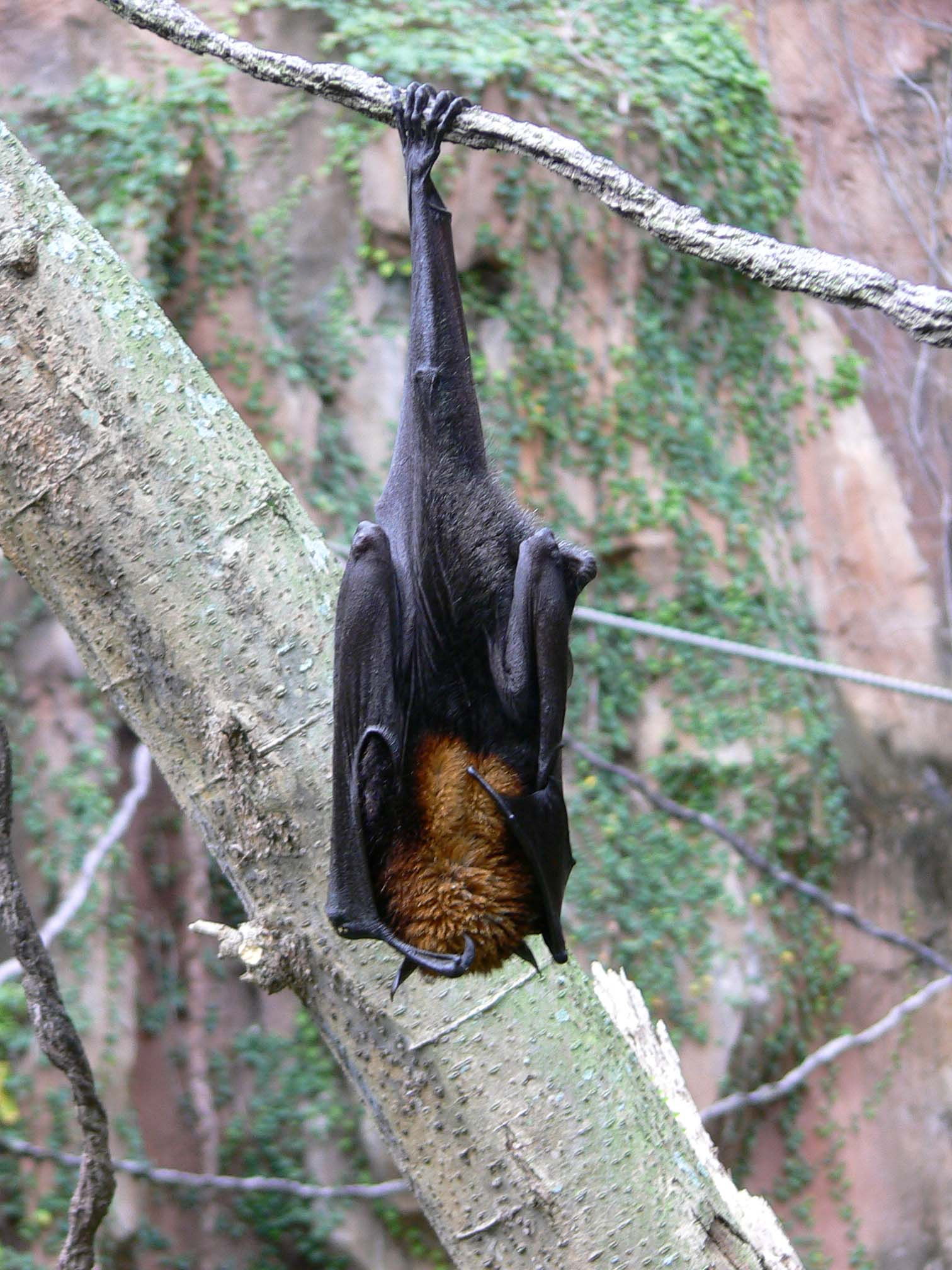
خفافيش الفاكهة هي العائل الطبيعية لفيروس نيباه

خطر التعرض مرتفع بالنسبة للعاملين في المستشفيات والقائمين على رعاية المصابين بالفيروس. في ماليزيا وسنغافورة، وقعت عدوى فيروس نيباه في أولئك الذين على اتصال وثيق مع الخنازير المصابة. في بنغلاديش والهند، تم ربط المرض باستهلاك نسائل نخيل التمر (Toddy) الخام والاتصال بالخفافيش.

## التشخيص
يتم إجراء التشخيص المختبري لعدوى فيروس نيباه باستخدام تفاعل البوليميريز المتسلسل العكسي (RT-PCR) من مسحات الحلق، السائل النخاعي، تحليل البول والدم خلال المراحل الحادة والناقلة من المرض. يمكن إجراء فحص الأجسام المضادة IgG و IgM بعد الشفاء لتأكيد الإصابة بفيروس نيباه. الكيمياء المناعية على الأنسجة التي تم جمعها أثناء تشريح الجثة تؤكد أيضا المرض. يمكن عزل الحمض النووي الريبي الفيروسي من لعاب الأشخاص المصابين.

## الوقاية
الوقاية من عدوى فيروس نيباه مهم لأنه لا يوجد علاج فعال للمرض. يمكن الوقاية من العدوى عن طريق تجنب التعرض للخفافيش في المناطق الموبوءة والخنازير المريضة. يجب تجنب شرب الخنزيرة النقية الخام (نخيل تودي) الملوثة بواسطة الخفاش،  تناول الثمار التي تستهلكها الخفافيش جزئياً واستخدام المياه من الآبار الموبوءة بالخفافيش. ومن المعروف أن الخفافيش تشرب تودي التي يتم جمعها في حاويات مفتوحة، وفي بعض الأحيان التبول فيها، مما يجعلها ملوثة بالفيروس. المراقبة والتوعية مهمة لمنع تفشي المرض في المستقبل. لم يتم دراسة ارتباط هذا المرض داخل الدورة التناسلية للخفافيش جيدا. يجب تطبيق ممارسات مكافحة العدوى القياسية لمنع عدوى المستشفيات. تم العثور على لقاح الوحيدات باستخدام بروتين هيندرا ج لإنتاج الأجسام المضادة عبر واقية ضد فيروس هينيبا فايروس وقد استخدم نيبا فايروس في القرود للحماية ضد فيروس هيندرا، على الرغم من أن إمكاناته للاستخدام في البشر لم تدرس.

## العلاج
حاليا لا يوجد علاج فعال لعدوى فيروس نيباه. يقتصر العلاج على الرعاية الداعمة. من المهم ممارسة ممارسات مكافحة العدوى القياسية وتقنيات التمريض المناسبة للحاجز لتجنب انتقال العدوى من شخص إلى آخر. يجب عزل جميع الحالات المشتبهة من عدوى فيروس نيباه وتوفير رعاية داعمة مكثفة. أثبتت ريبافيرين فعاليتها في الاختبارات المختبرية، ولكنها لم تثبت فعاليتها بعد في البشر. تم تقييم التمنيع السلبي باستخدام جسم مضاد بشري وحيد النسيلة يستهدف غلايكوبروتين نيباه ج في نموذج النمس كعلاج وقائي بعد التعرض. وقد تبين أن عقار الكلوروكين المضاد للملاريا يحجب الوظائف الحيوية اللازمة لنضوج فيروس نيباه، على الرغم من عدم وجود فائدة إكلينيكية حتى الآن. تم استخدام m102.4، وهو جسم مضاد بشري وحيد النسيلة، في الأشخاص على أساس الاستخدام الرأفة في أستراليا وهو حاليًا في مرحلة ما قبل السريرية.

## تفشي المرض

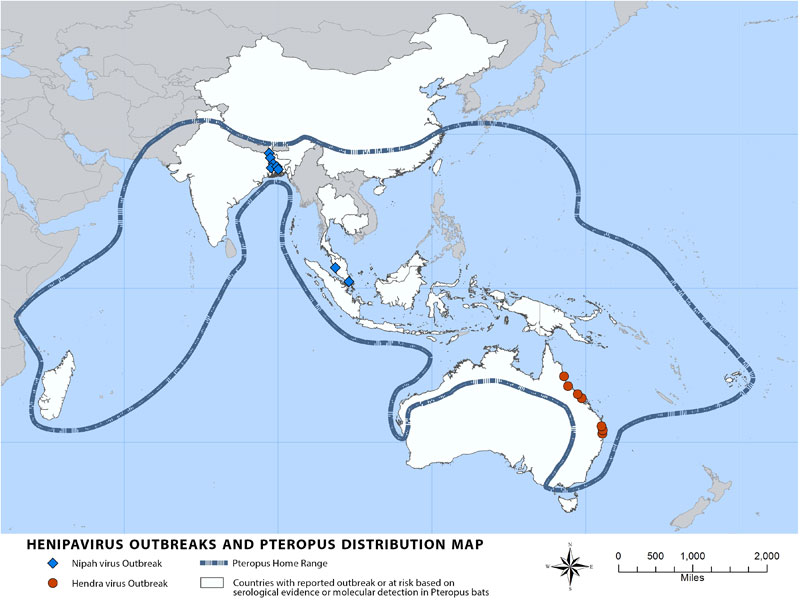
خريطة توضح مواقع تفشي فيروس نيباه وهيندرا بالإضافة إلى نطاق خفافيش Pteropus اعتبارًا من 2014

تم الإبلاغ عن تفشي فيروس نيباه في ماليزيا وسنغافورة وبنغلاديش والهند. حدثت أعلى معدلات الوفيات بسبب عدوى فيروس نيباه في بنغلاديش. تظهر الفاشيات عادة في فصل الشتاء. ظهر فيروس نيباه لأول مرة في ماليزيا في عام 1998 في شبه جزيرة ماليزيا في مزارع الخنازير. بحلول منتصف عام 1999، تم الإبلاغ عن أكثر من 265 حالة إصابة بشرية بالالتهاب الدماغي، بما في ذلك 105 حالة وفاة، في ماليزيا، و 11 حالة للإصابة بالتهاب الدماغ أو أمراض الجهاز التنفسي مع وجود حالة وفاة واحدة في سنغافورة. في عام 2001، تم الإبلاغ عن فيروس نيباه من منطقة ميهيربور، بنغلاديش  وسيليجوري، الهند. ظهرت الفاشية مرة أخرى في أعوام 2003 و 2004 و 2005 في مقاطعة ناوغون ومقاطعة مانيكغانج وحي راجباري وحي فريدبور وحي تانغيل. في بنغلاديش، كان هناك أيضًا تفشي في السنوات اللاحقة.
في مايو 2018، تم الإبلاغ عن تفشي المرض في كوريكود ومقاطعة مالابورام في كيرالا، الهند. تم تسجيل 18 حالة وفاة، بما في ذلك عامل واحد في الرعاية الصحية. وأولئك الذين لقوا حتفهم معظمهم من مقاطعتي كوريكود ومالابورام، بما في ذلك ممرضة تبلغ من العمر 31 عامًا كانت تعالج المرضى المصابين بالفيروس. اعتبارا من 31 مايو 2018، يتم وضع حوالي 16 شخصًا في الحجر الصحي لأنهم كانوا على اتصال مع المرضى. تسبب هذا الحادث في حالة من الذعر في جميع أنحاء الولاية. تم إرسال عينات الدم للاختبار. [بحاجة لمصدر] تسعى الهند للحصول على مساعدة من أستراليا عن طريق استيراد الأجسام المضادة أحادية النسيلة إلى مستضد فيروس نيباه. ومع ذلك، فإن العلاج  تجريبي ولم يتم اختباره بعد على البشر. كما تستورد الهند أقراص ريبافيرين من ماليزيا.

## انظر ايضًا
- فيروس هينيبا